# Jorge Eduardo García (acteur)
Pour l’article homonyme, voir García.
Jorge Eduardo García, né le 18 août 2002 à Mexico, est un acteur mexicain. Il a joué le rôle d'Eduardo « Lalo » Mendazo Luján dans la telenovela Una maid en Manhattan.

## Telenovelas
- 2005 : Los Plateados : Miguel Ángel
- 2007 : Mienras huja vida : Diego
- 2008 : Secretos del alma : Andrés « Andrésito » Lascuráin
- 2008-2010 : Capadocia : Juli
- 2010 : Sin ella : Charlie
- 2011 : Amar de nuevo : Pablo « Palito »
- 2011 : Una maid en Manhattan : Eduardo « Lalo » Mendoza Luján
- 2012 : XY : Mauricio
- 2012-2013 : El rostra de la venganza : Juan « Juanito » Mercader
- 2013-2014 : Santa Diabla : Willy Delgado Jr.
- 2015 : Toni la chef : Dante Betancourt
- 2016 : Eva la trailera : Diego Contreras
- 2017 : La fan : Rodrigo Gómez